# Acidiplasma
Az Acidiplasma a Ferroplasmaceae család egy neme.

## Fajok
Két faja van. Az A. aeolicum (típusfaj), a típustörzsét a Lipari-szigetekhez tartozó Vulcano-szigeten izolálták.
Másik faja a A. cupricumulans.